# Cosmosoma diplosticta
Cosmosoma diplosticta là một loài bướm đêm thuộc phân họ Arctiinae, họ Erebidae.